# Serviciul Național de Informații (Albania)

Shërbimi Informativ Shtetëror, prin traducere: "Serviciul Național de Informații", este principala agenție de informații din Albania, fondată pe 17 decembrie 1997. Este condusă de la Tirana.